# DNA – Demokratisch – Neutral – Authentisch
Die Partei DNA – Demokratisch – Neutral – Authentisch (kurz DNA oder auch DNA4Austria) ist eine 2024 gegründete österreichische Kleinstpartei, die erstmalig bei den Europawahlen 2024 antrat.

## Profil
Die Partei ist auf Initiative von Maria Hubmer-Mogg aufbauend auf den Protestmaßnahmen im Rahmen der Corona-Pandemie entstanden.
Sie hat eine migrationskritische Haltung und spricht sich gegen die Russland-Sanktionen aus. In einem Interview mit dem ORF gab Hubmer-Mogg an, sie halte den menschlichen Beitrag zum Klimawandel für übertrieben, und dass sie den Bau von Windkraftanlagen ablehne. Die Partei wird aufgrund dieser Überschneidungen als Konkurrenz zur FPÖ gesehen.
Hubmer-Mogg gab in einem Interview mit PULS 24 an, sie würde in dem Fall, dass die Partei einen Sitz bei der Europawahl gewinnt, den Europäischen Konservativen und Reformern beitreten wollen.

## Wahlergebnisse
Bei den Europawahlen 2024 erreichte die DNA mit 95.859 Stimmen 2,7 % und verfehlte damit den Einzug in das EU-Parlament.
Bei der Landtagswahl in der Steiermark 2024 kam die DNA mit 1.634 Stimmen auf 0,25 %.